# Chirita pteropoda
Chirita pteropoda är en tvåhjärtbladig växtart som beskrevs av Wen Tsai Wang. Chirita pteropoda ingår i släktet Chirita och familjen Gesneriaceae. Inga underarter finns listade i Catalogue of Life.